# Риденхајм
Риденхајм (њем. Riedenheim) општина је у њемачкој савезној држави Баварска. Једно је од 52 општинска средишта округа Вирцбург. Према процјени из 2010. у општини је живјело 773 становника. Посједује регионалну шифру (AGS) 9679179.

## Географски и демографски подаци
Риденхајм се налази у савезној држави Баварска у округу Вирцбург. Општина се налази на надморској висини од 313 метара. Површина општине износи 24,0 km². У самом мјесту је, према процјени из 2010. године, живјело 773 становника. Просјечна густина становништва износи 32 становника/km².